# PKP-Baureihe SM03
Die Baureihe SM03 ist eine einfache Rangierlokomotive der Bauart Ls150 und 2Ls150.

## Aufbau und Technik
Von 1959 bis 1969 fertigten die polnischen Unternehmen Fablok und Zastal insgesamt 273 Exemplare der Typs Ls150 und 2Ls150, die sich durch verschiedene Getriebebauarten unterscheiden. Lokomotiven der Bauart Ls150 verfügen nur über eine Geschwindigkeitsstufe (25,7 km/h), die der Bauart 2Ls150 über zwei (25,7 und 45,8 km/h).
Der Aufbau besteht aus einem festen Rahmen, auf den zwei Vorbauten und das Führerhaus montiert sind. Der 110 kW starke Dieselmotor überträgt die Leistung über ein mechanisches Getriebe auf die beiden Achsen. Die Lokomotive wird mit einer Druckluftbremse von Knorr sowie einer Handbremse gebremst.
Die Lokomotiven 01–229 sowie 270, 316, 539 und 645 wurden von 1959 bis 1967 bei Fablok, die Lokomotiven 230–269 von 1968 bis 1969 bei Zastal gebaut.
Eine schmalspurige Variante wurde als WLs150B ebenso geplant, dann jedoch als teilweise umkonstruierte und dreiachsige WLs150C realisiert, von der 1960 bis 1972 insgesamt 191 Lokomotiven der Spurweiten 750 mm, 785 mm und 900 mm gebaut wurden.
Als Weiterentwicklung der Normalspurlokomotiven entstanden ab 1969 die 409Da oder Ls180, die als PKP-Baureihe SM04 eingereiht wurden.

## Einsatz
Bei der polnischen Eisenbahn PKP wurde die Baureihe SM03 meist für einfache Rangierdienste an Bahnhöfen genutzt. Die Leistung reichte aus, um andere Lokomotiven zu verschieben oder mehrere Reisezugwagen bewegen. Für den Einsatz an Güterbahnhöfen waren sie meist zu schwach. Bei Werksbahnen und industriellen Gleisanschlüssen wurden Lokomotiven der Baureihe SM03 genutzt. Für den Verschub weniger Güterwagen war die Leistung durchaus ausreichend.
Aufgrund ihrer Größe  und ihres Erscheinungsbilds wird die Baureihe SM03 auch als Kogucik (deutsch: Hähnchen) oder Kaczka (Ente) bezeichnet.
Mehrere Exemplare werden heute noch eingesetzt.

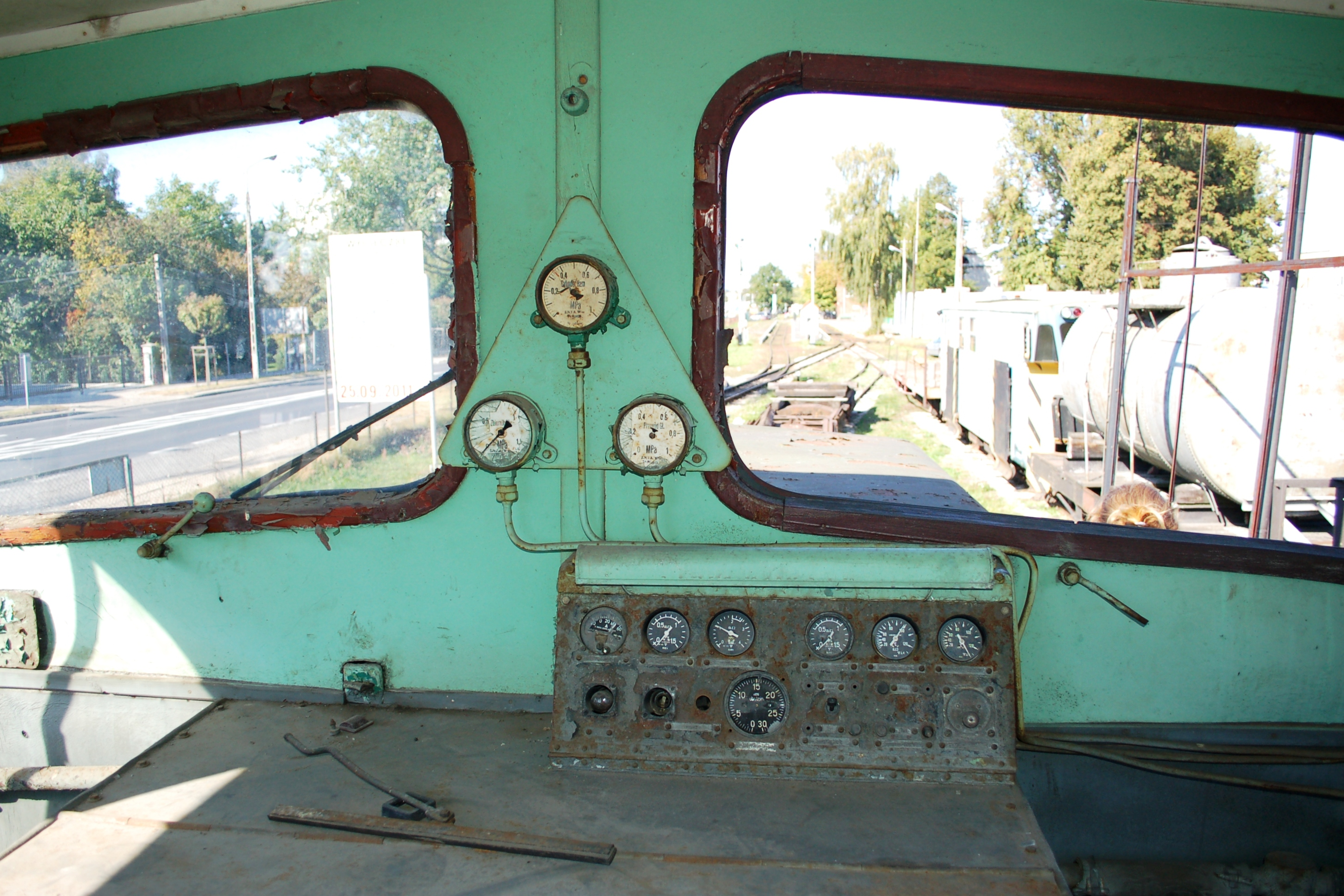
Führerstand einer SM03
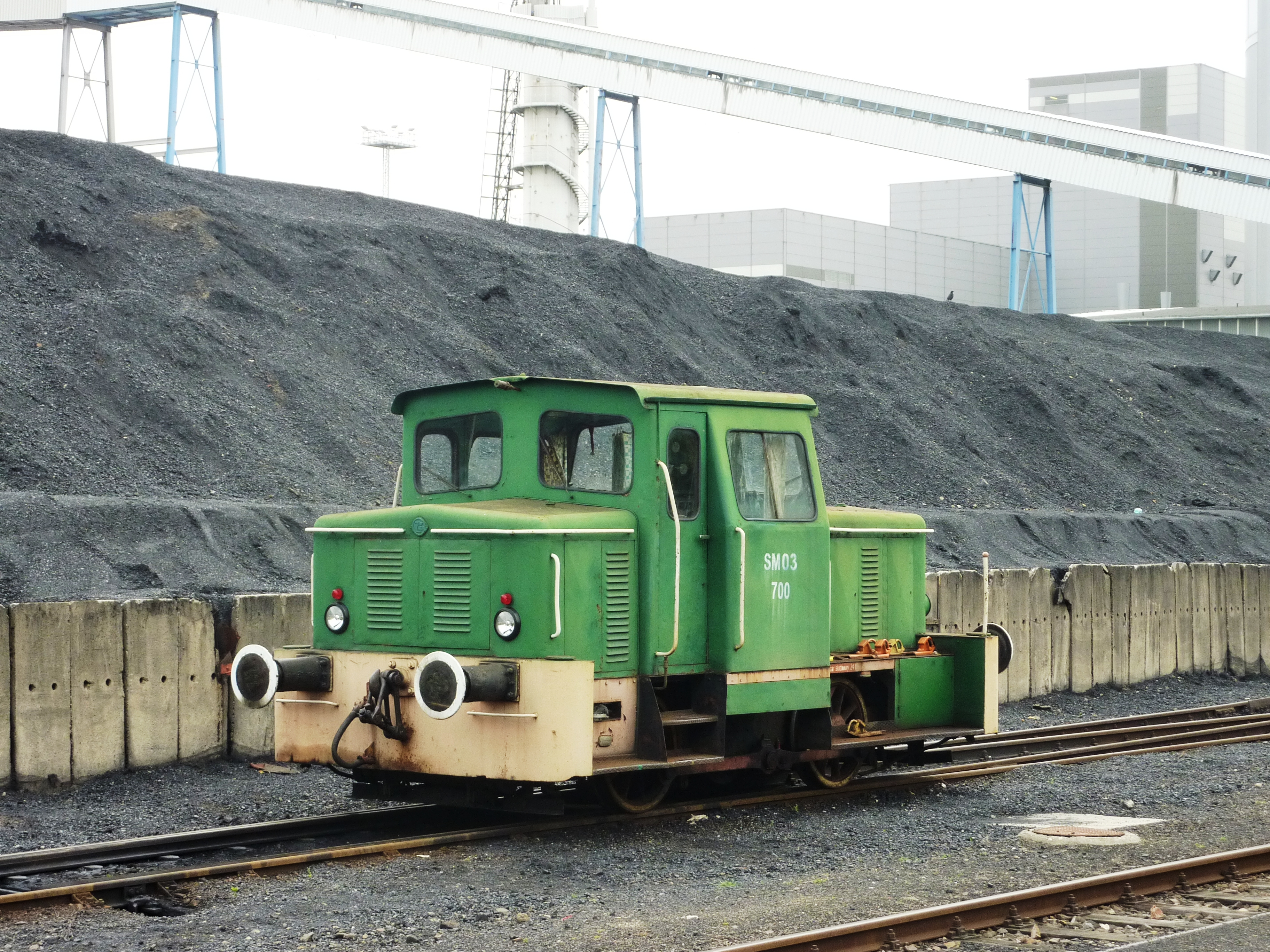
SM03 bei einer Werksbahn
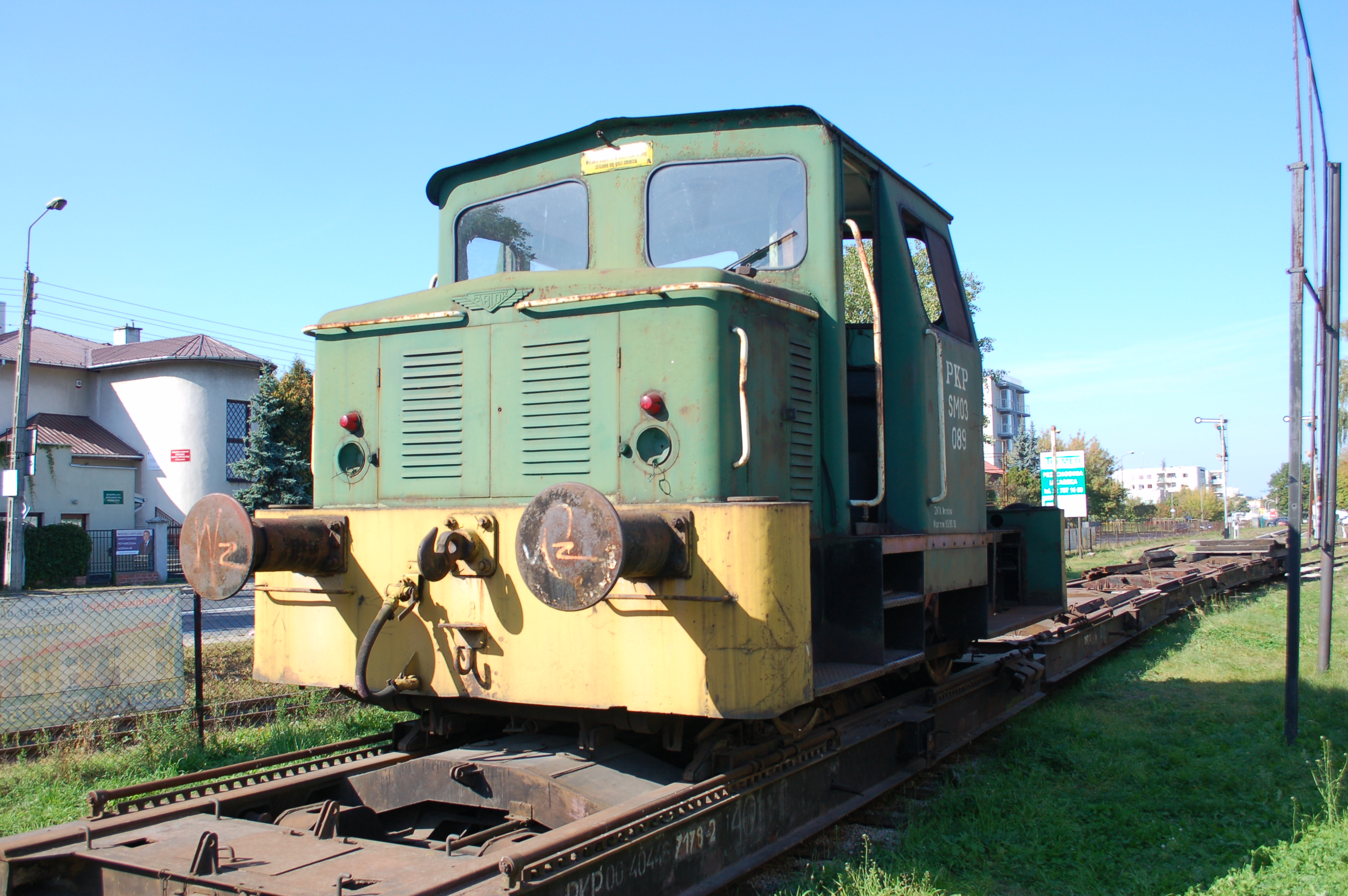
Auf einem Schmalspur-Transportwagen